# Vitória da Conquista
Vitória da Conquista város Brazíliában, Bahia államban. Lakosainak száma 370 879 fő (2022). Vitória da Conquista Anagé, Encruzilhada, Barra do Choça, Belo Campo, Cândido Sales, Itambé, Planalto és Ribeirão do Largo községekkel határos.

## Népesség
A település népességének változása:
| Lakosok száma | 262 494 | 308 204 | 306 866 | 343 230 | 341 128 | 343 643 | 370 879 |
|               | 2000    | 2007    | 2010    | 2015    | 2020    | 2021    | 2022    |